# Corse-du-Sud
Corse-du-Sud (Sydkorsika) är ett franskt departement och omfattar den södra delen av ön Korsika. Huvudort är Ajaccio. I departementet ligger bland annat orten Ucciani.

## Historia
Departementet Corse-du-Sud blev till den 15 september 1975 när man delade upp Korsika på två departement, Corse-du-Sud och Haute-Corse. Tidigare var hela ön Korsika ett departement.